# 연상호
연상호(延尚昊, 1978년 12월 25일~)는 대한민국의 영화 감독이자 애니메이션 감독이다.

## 학력
- 숭실고등학교 졸업
- 상명대학교 서양화 학사

## 작품

### 영화
- 《D의 과대망상을 치료하는 병원에서 막 치료를 끝낸 환자가 보는 창밖풍경》(1997) - 감독, 각본
- 《디 데이》(2000) - 감독, 각본
- 《지옥 - 두개의 삶》(2003) - 미술, 음악, 제작, 조명, 촬영, 감독, 각본, 캐릭터 디자인, 애니메이션, 편집
- 《인디애니박스: 셀마의 단백질 커피》(2008) - 감독
- 《사랑은 단백질》(2008) - 감독, 각본
- 《돼지의 왕》(2011) - 동화, 캐릭터 디자인, 원화, 편집, 배경, 연출, 각본, 조연, 스토리보드, 목소리
- 《창》(2012) - 목소리, 애니메이션감독, 작화, 연출, 원작, 각본, 배경미술
- 《사이비》(2013) - 목소리, 원화, 편집, 합성, 연출, 각본, 스토리보드
- 《우리별 일호와 얼룩소》(2013) - 목소리
- 《발광하는 현대사》(2014) - 합성, 프로듀서
- 《서울역》(2016) - 프로듀서, 감독
- 《부산행》(2016) - 감독, 각본, 목소리
- 《졸업반》(2016) - 제작, 각본, 목소리
- 《염력》(2018) - 감독
- 《반도》(2020) - 감독
- 《프린세스 아야》(2022) - 제작
- 《정이》(2023) - 감독, 각본
- 《계시록》(2025) - 감독
- 《얼굴》(2025) - 감독, 각본
- 《군체》(2026) - 감독
- 《35번가》(미정) - 감독

### 드라마
- 《방법》(2020) - 극본
- 《지옥》(2021) -
- 《괴이》(2022) - 극본
- 《기생수: 더 그레이》(2024)

## 수상 내역
- 2013년 제46회 시체스 영화제 애니메이션 최우수 작품상
- 2014년 제34회 한국영화평론가협회상 국제비평가연맹 한국본부상
- 2016년 제36회 한국영화평론가협회상 10대 영화상
- 2016년 제49회 시체스 영화제 감독상
- 2016년 제25회 부일영화상 유현목 영화예술상
- 2017년 제8회 올해의 영화상 올해의 발견상
- 2017년 제53회 백상예술대상 영화부문 신인감독상

## 방송
- SBS 《이동욱은 토크가 하고 싶어서》(2020년)